# 内田聖二
内田 聖二（うちだ せいじ、1949年 - ）は、日本の言語学者、奈良女子大学名誉教授、奈良大学教授。

## 経歴
ランカスター大学ディプロマ、神戸市外国語大学大学院修士課程修了、リーズ大学修士課程修了。
卒業後は、福岡教育大学講師となった。奈良女子大学助教授となり、2005年に教授昇進。2011年に奈良女子大学を定年退任し、名誉教授となった。その後は奈良大学教授として教鞭をとっている。

## 受賞・栄典
- 2011年：『語用論の射程―語から談話・テクストへ』で大学英語教育学会学術賞を受賞[2]。

## 著書
- 『語用論の射程 語から談話・テクストへ』研究社 2011
- 『ことばを読む、心を読む 認知語用論入門』開拓社 2013

### 編共著・監修
- 『英語談話表現辞典』編 三省堂 2009
- 内田諭,石井康毅,Danny Minn『連関式英単語LINKAGE』（監修）Z会 2011
- 『ことばの仕組みから学ぶ和文英訳のコツ』畠山雄二編 田中江扶,谷口一美,秋田喜美, 本田謙介,成瀬由紀雄共著 開拓社 2014

### 翻訳
- マイケル・スタッブズ『談話分析 自然言語の社会言語学的分析』南出康世共訳 研究社出版 1989
- ダン・スペルベル, D.ウイルソン『関連性理論 伝達と認知』宋南先, 中逵俊明,田中圭子共訳 研究社出版 1993
- ウィリアム・オグレイディ『子どもとことばの出会い 言語獲得入門』監訳 研究社 2008
- ロビン・カーストン『思考と発話 明示的伝達の語用論』西山佑司,武内道子,山崎英一, 松井智子共訳 研究社 2008

## 論文
- <内田聖二